# Cedarville (New Jersey)
Cedarville est une census-designated place située dans le comté de Cumberland, dans l’État du New Jersey, aux États-Unis. Lors du recensement de 2020, elle compte 702 habitants.